# 西宮市立北六甲台小学校
西宮市立北六甲台小学校（にしのみやしりつ きたろっこうだいしょうがっこう）は、兵庫県西宮市北六甲台5丁目に所在する公立小学校。

## 沿革
- 1989年（平成元年）4月1日 - 開校。
- 1989年（平成元年）6月8日 - 開校式を挙行。同日を創立記念日とする。

## 通学区域
- 北六甲台1～5丁目、山口町上山口2～4丁目、山口町名来のうち有馬川以東、山口町上山口のうち国道176号線以北、山口町下山口のうち有馬川以東で天上橋以北･有馬病院以東の国道176号線以北、名塩赤坂1～17番、名塩美山、塩瀬町名塩のうち旧県道武田尾停車場線･市道塩121号線･市道塩101号線以西で国道176号線以北、神戸市北区道場町生野1172番地[1]

※卒業後は基本的に西宮市立山口中学校に進学する。

## 通学区域が隣接している学校
- 西宮市立山口小学校
- 西宮市立名塩小学校
- 神戸市立道場小学校